# 어른의 토드라
어른의 토드라(일본어: オトナの土ドラ)는 토카이 TV 제작으로 후지 TV 계열에서, 2016년 4월부터 , 후지 TV 제작으로 매주 토요일 23:40 ~ 24:35에 방송된 텔레비전 드라마 시간대이다.

## 작품 목록

### 2016년
《불티》 (4월 ~ 5월)
주연: 유스케 산타마리아
《아침이 오다》 (6월 ~ 7월)
주연: 야스다 나루미
《논마마 백서》 (8월 ~ 9월)
주연: 스즈키 호나미
《가시 소시민 쿠라나가 하루유키의 역습》 (10월 ~ 11월)
주연: 타나베 세이치
《리테이크 시간을 달리는 마음》 (12월 ~ 2017년 1월)
주연: 츠츠이 미치타카

### 2017년
《한낮의 악마》 (2월 ~ 3월)
주연: 다나카 레이나
《토카이 TV×WOWOW 공동 제작 연속 드라마 범죄증후군 Season1》 (4월 ~ 5월)
주연: 타마야마 테츠지
《다락방의 연인》 (6월 ~ 7월)
주연: 이시다 히카리》
《벌레잡이통풀의 꿈》 (8월 ~ 9월)
주연: 시다 미라이
《사쿠라의 오야코동》 (10월 ~ 11월)
주연: 마야 미키
《오펀 블랙~일곱 개의 유전자~》 (12월 ~ 2018년 1월)
주연: 강지영

### 2018년
《가족의 여로 가족을 살해당한 남자와 죽인 남자》 (2월 ~ 3월)
주연: 타키자와 히데아키
《언제 까지나 하얀 날개》 (4월 ~ 5월)
주연: 신카와 유아
《한계 단지》 (6월 ~ 7월)
주연: 사노 시로
《언젠가 이 비가 그칠 날까지》 (8월 ~ 9월)
주연: 와타나베 마유
《결혼상대는 추첨으로》 (10월 ~ 11월)
주연: 노무라 슈헤이
《사쿠라의 오야코동 2》 (12월 ~ 2018년 1월)
주연: 마야 미키

### 2019년
《절대정의》 (2월 ~ 3월)
주연: 야마구치 사야카
《토카이 TV × WOWOW 공동 제작 드라마 미러 트윈스 Season 1》 (4월 ~ 5월）
주연: 후지가야 타이스케
《가면 동창회》 (6월 ~ 7월）
주연: 미조바타 준페이
《각각의 절벽》 (8월 ~ 9월）
주연: 엔도 켄이치
《리카》 (10월 ~ 11월）
주연: 타카오카 사키
《악마의 변호인·미코시바 레이지~속죄의 소나타~》(12월 ~ 2020년 1월)
주연: 카나메 준

### 2020년
《아빠가 다시 한 번 사랑을 했다》 (2월 ~ 3월)
주연: 오자와 유키토시, 츠키지 무가
《운석 가족》 (4월 ~ 5월)
주연: 하다 미치코, 미즈미 리카

## 같이 보기
- 후지 TV 월요일 밤 9시 드라마
- 후지 TV 화요일 밤 9시 드라마
- 칸사이 TV 화요일 밤 10시 드라마
- 후지 TV 목요극장
- 후지 TV 토요드라마
- 후지 TV 드라마틱 선데이